# BTR-50
Le BTR-50 est un véhicule de transport de troupes soviétique blindé chenillé, dérivé du char léger amphibie PT-76 en 1952 et mis en service dans l'Armée rouge, en 1954.

## Description

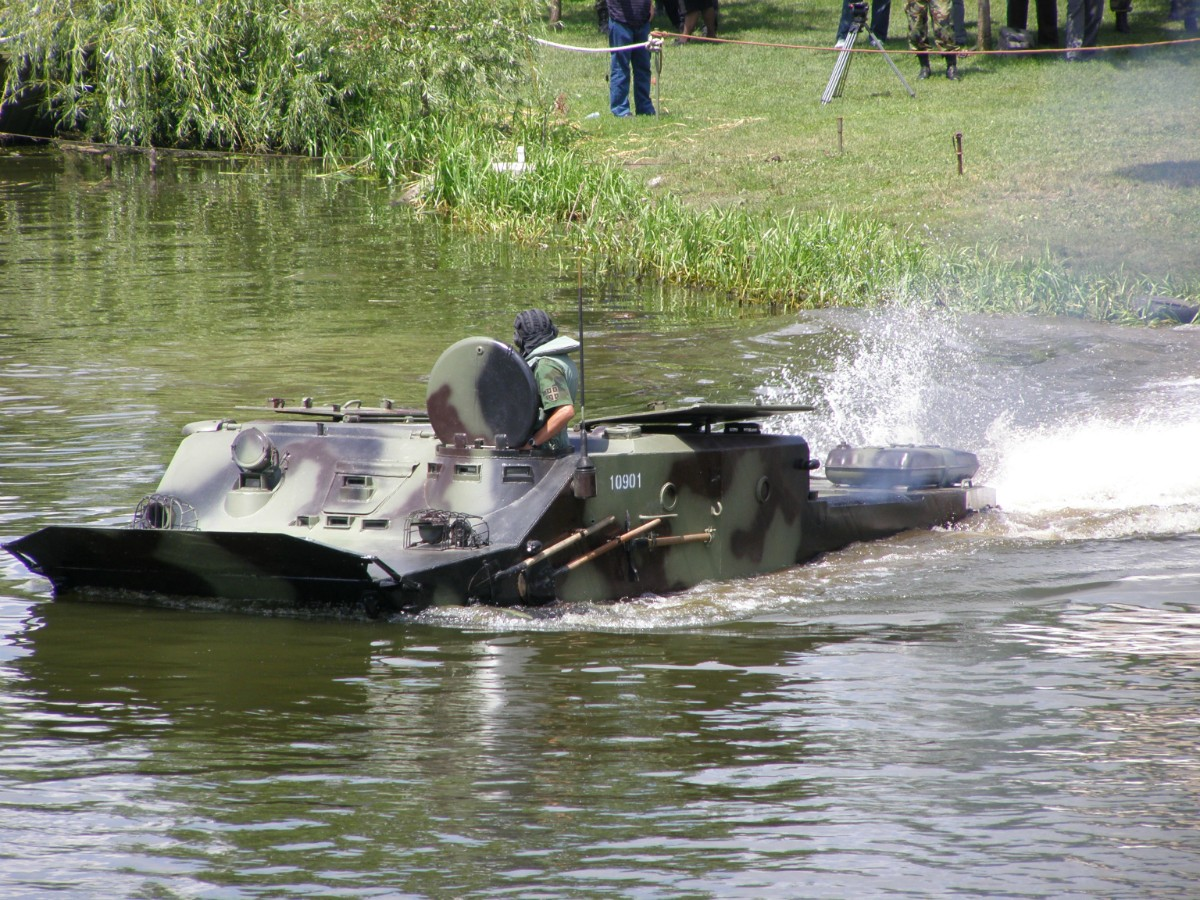
Un BTR-50 de l'armée serbe en 2008 traversant un cours d'eau.

Comme le PT-76, il se distingue par sa caisse plate pourvue de formes aptes à la navigation. La préparation à celle-ci, s'effectue simplement en relevant un brise-lame à la proue, la propulsion étant assurée par deux hydrojets, à l'arrière du véhicule, qui sont capables de fonctionner, grâce à un jeu de volets, aussi bien en avant qu'en arrière, permettant au BTR-50 de naviguer en marche arrière ou de tourner sur place.

## Historique

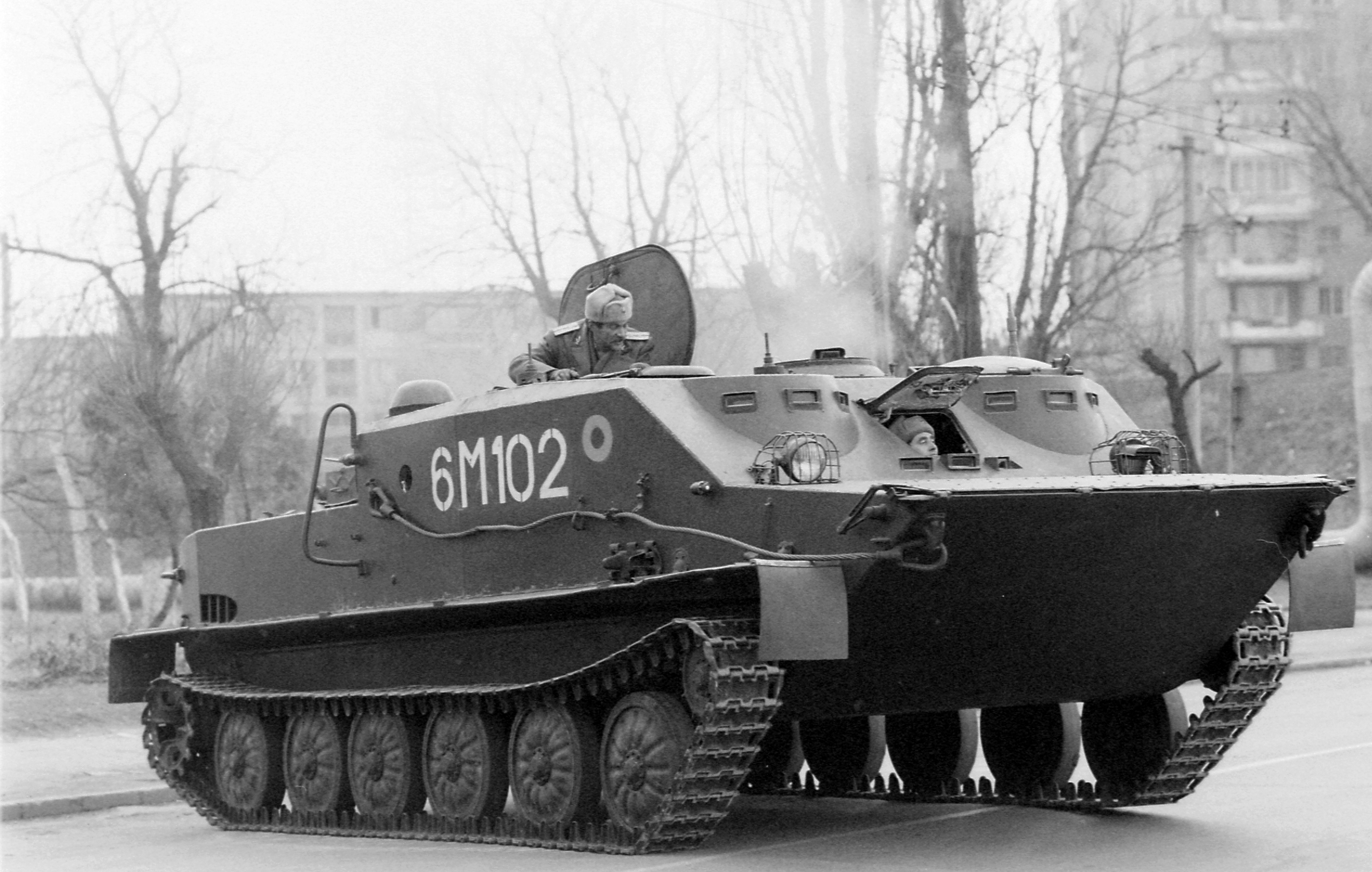
Un BTR-50PU durant la révolution roumaine de 1989.

Le BTR-50 est construit en série entre 1954 et 1970. Un clone est produit par la République socialiste tchécoslovaque et la République populaire de Pologne, le OT-62 TOPAS
Il a été utilisé par l'Égypte et la Syrie pendant la guerre des Six Jours en 1967. Certains exemplaires saisis furent remis en service par Tsahal, lors de la guerre du Kippour en 1973, plusieurs furent ensuite cédés à l'Armée du Sud Liban. Il servit également dans les rangs des armées irakienne et iranienne. L'armée russe l'emploie en 2023 durant l'invasion de l'Ukraine par la Russie.
La Finlande utilise toujours le BTR-50, comme base d'un véhicule de télécommunication [Quand ?]. Le Corps des fusiliers marins indonésiens en possède 190.

## Variantes
- BTR-50 première version, 1952, compartiment de l'équipage ouvert, pas d'armement fixe.
- BTR-50PA 1954, montage d'une mitrailleuse KPV de 14,5 mm au-dessus du poste de chef de véhicule.
- BTR-50PK 1958, ajout d'un toit blindé, armement constitué par une mitrailleuse SGMB de 7,62 mm.
- BTR-50PU 1959, dérivé de commandement, équipage réduit à dix hommes, pas d'armement, toit blindé pourvu de trappes ovales.
- BTR-50PUM-1 1972, amélioration du PU, équipage de huit hommes.
- BTR-50PK(B)
- MTP véhicule de support technique
- MTK véhicule démineur
- OT-62A première version tchèque et polonaise.
- OT-62B
- OT-62C

## Utilisateurs militaires
- Russie – Véhicule de transport de troupes retiré du service, 1 000 BTR-50PU (véhicule de commandement), BTR-50PUM, MTP-1 (support technique/dépannage/char du génie) et UR-67 (déminage) en service en 2003[2].
- République démocratique du Congo
- Égypte
- Finlande
- Indonésie- l'Armée Indonésienne utilise toujours des BTR-50, elle en possède 190.
- Irak
- Iran
- Pologne
- Syrie
- République tchèque
- Ukraine